# Tessaratoma aethiops
Tessaratoma aethiops (лат.) — вид клопов-щитников из семейства Tessaratomidae рода Tessaratoma. Обитает в Западной и Центральной Африке, питается соками плодового кустарника Alchornea cordifolia.

## Ареал

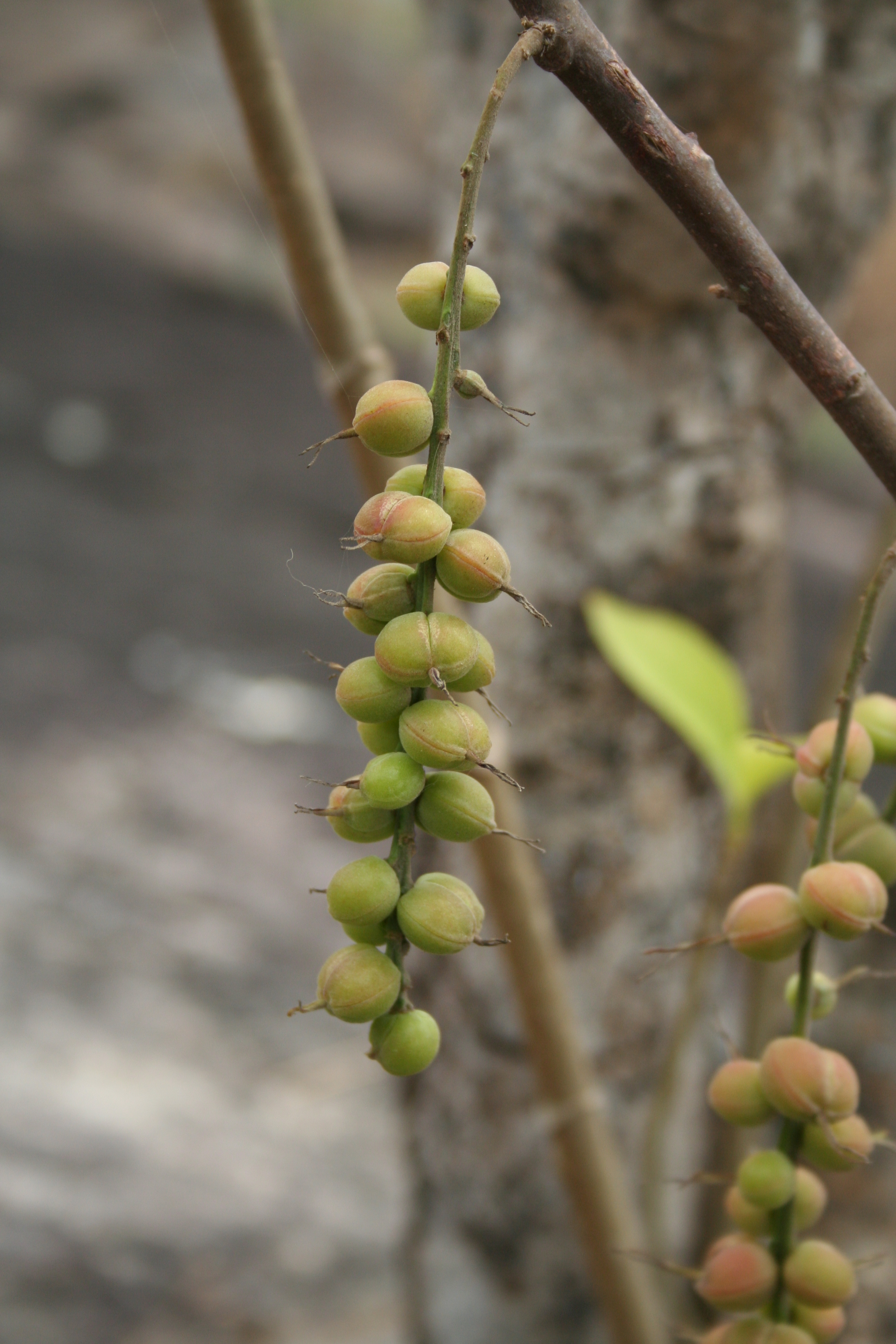
Alchornia cordifolia. Растение-хозяин T. aethiops.

Обитает в Африке. Встречается в Камеруне, Конго и Кении.

## Защитный механизм
В состав защитного секрета взрослого T. aethiops входят тридекан, транс-2-гексеналь, транс-2-октеналь, транс-4-оксо-2-гексеналь и транс-2-октенилацетат.